# Dubajské muzeum
Dubajské muzeum, (arabsky متحف دبي ), je největší muzeum v Dubaji ve Spojených arabských emirátech. Nachází se v pevnosti Al Fahidi, nejstarší budově města (z roku 1787).
Muzeum bylo otevřeno v roce 1971 za účelem ukázky tradičního způsobu života v Dubaji. V samotné pevnosti je expozice o její stavbě, v přilehlých výstavních síních potom ukázky regionální kultury, zejména z období 19. století. Jsou zde vystaveny jak lokální starožitnosti, tak nálezy z afrických a asijských zemí, které s Dubají v minulosti obchodovaly. Také se zde nachází několik diorám z období před objevením ropy a teprve poměrně nedávno nalezené, až 5 000 let staré artefakty.
Muzeum se rozkládá na ploše 4 000 čtverečních metrů. V roce 2007 ho denně navštívilo 1 800 návštěvníků, za rok jich bylo 611 480. V březnu 2008 mělo muzeum 80 000 návštěvníků. Nejvíce návštěvníků přichází v období od srpna do dubna. V roce 2013 navštívilo muzeum přes 1 milion lidí.

## Historie

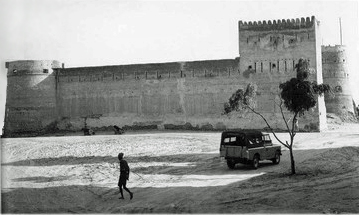
Pevnost Al Fahidi Fort okolo roku 1959

Pevnost Al Fahidi byla stavěna v několika časových úsecích. Nejstarší věž byla postavena v roce 1787 a je považována za nejstarší dodnes stojící budovu v Dubaji. Pevnost byla používána k obraně města před případnými útoky z vnitrozemí. Nacházela se zde stálá posádka a také věznice.

## Pevnost
Pevnost Al Fahidi má čtvercový půdorys, ve třech rozích stojí věže.
Za jižní zdí stojí replika původních hradeb města, vedle ní na velkém nádvoří vysoká dhau (tradiční loď). Hlavní vstup na východní straně pevnosti střeží dvě děla a vlají zde vlajky Dubaje a Spojených arabských emirátů. Ve vnitřních prostorách pevnosti je pokladna, expozice zbraní a výzbroje z různých historických období, model města z roku 1820 a tradiční hudební nástroje.
Na centrálním nádvoří se nachází bronzové dělo s dělovými koulemi, studna, a různé typy lodí. V rohu stojí arish – tradiční letní dům, vyrobený ze sušených palmových listů. Na domě je nejnápadnější odvětrávací věž, plnící funkci klimatizace v dobách před zavedením elektřiny.

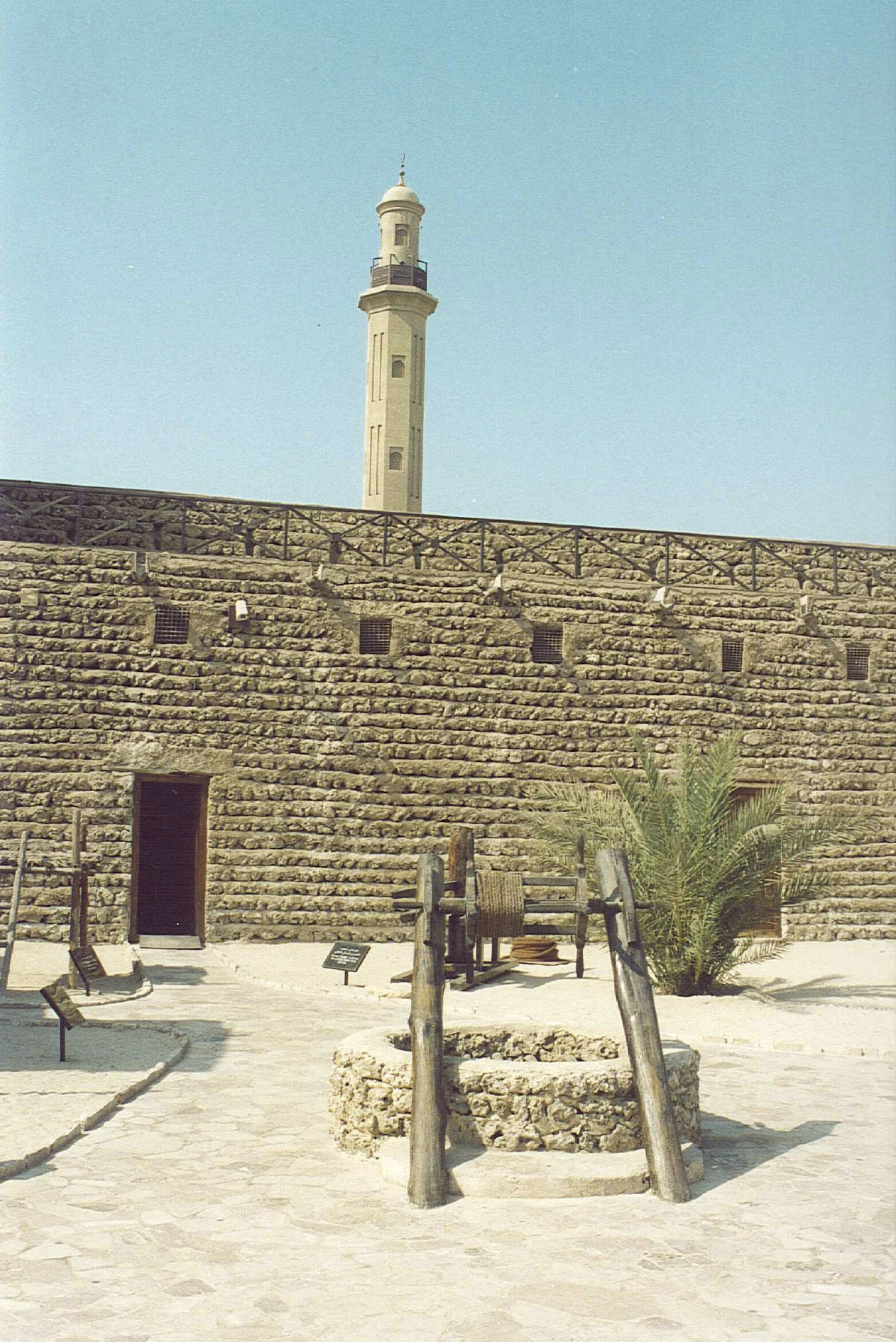
Nádvoří pevnosti
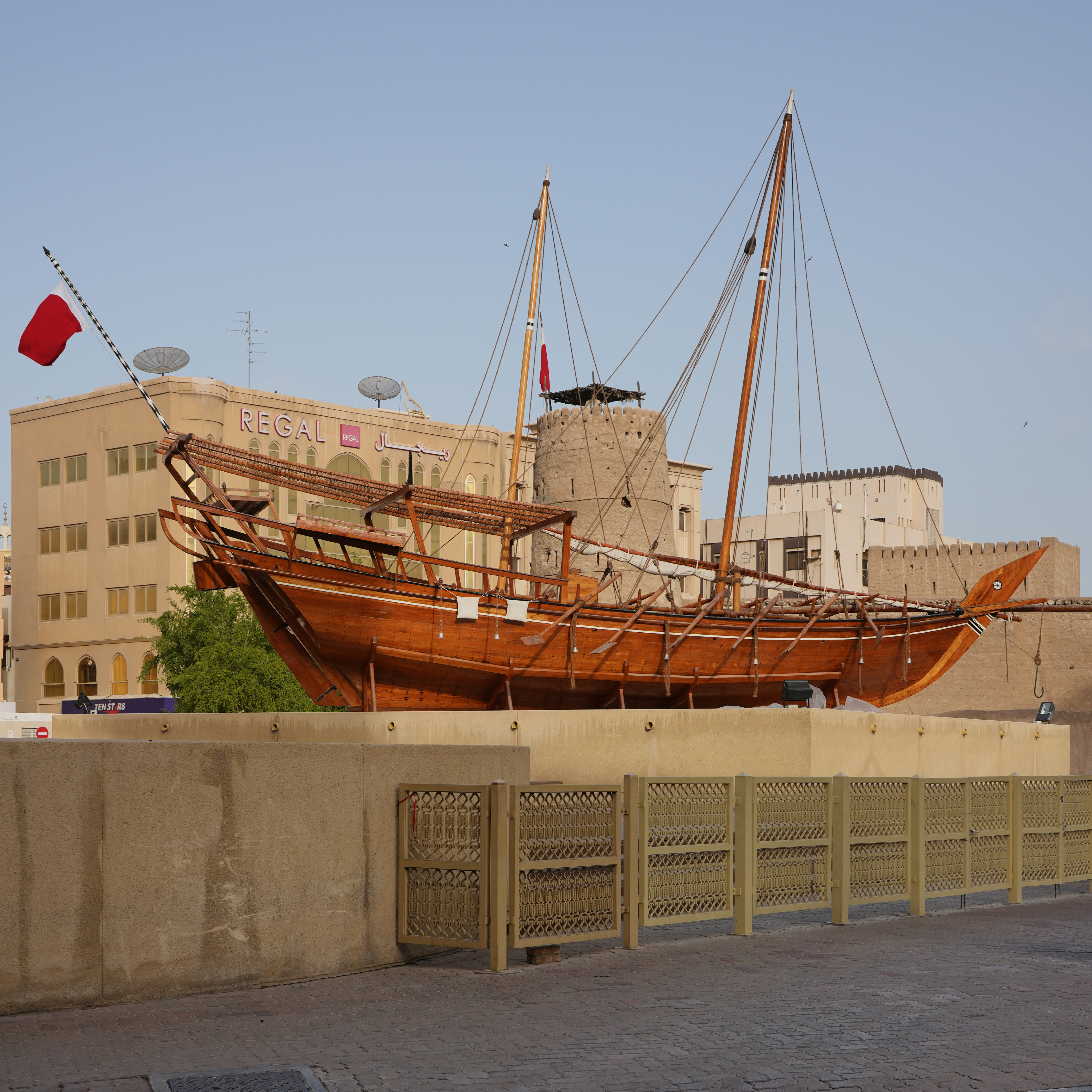
Dhau před muzeem
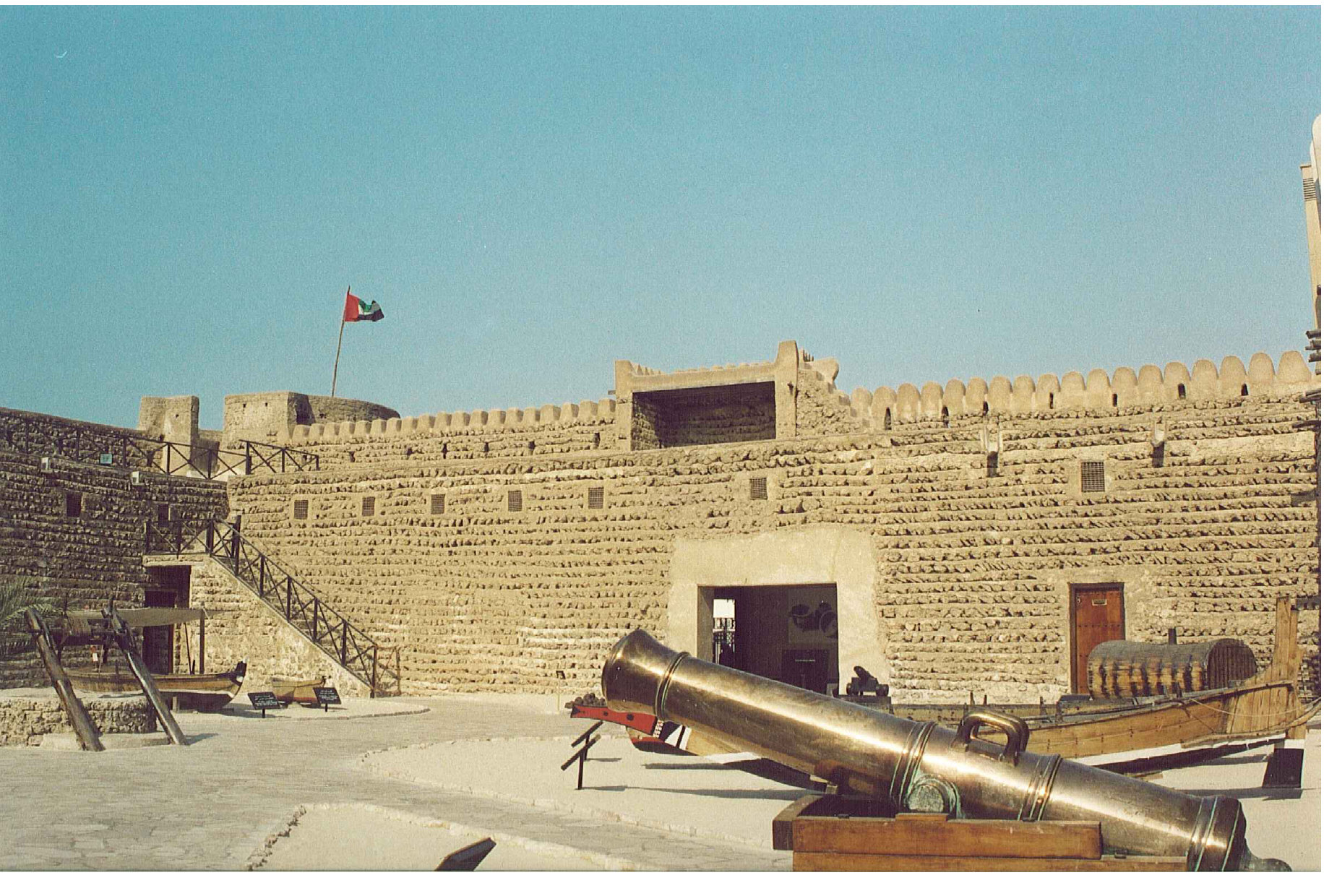
Nádvoří pevnosti
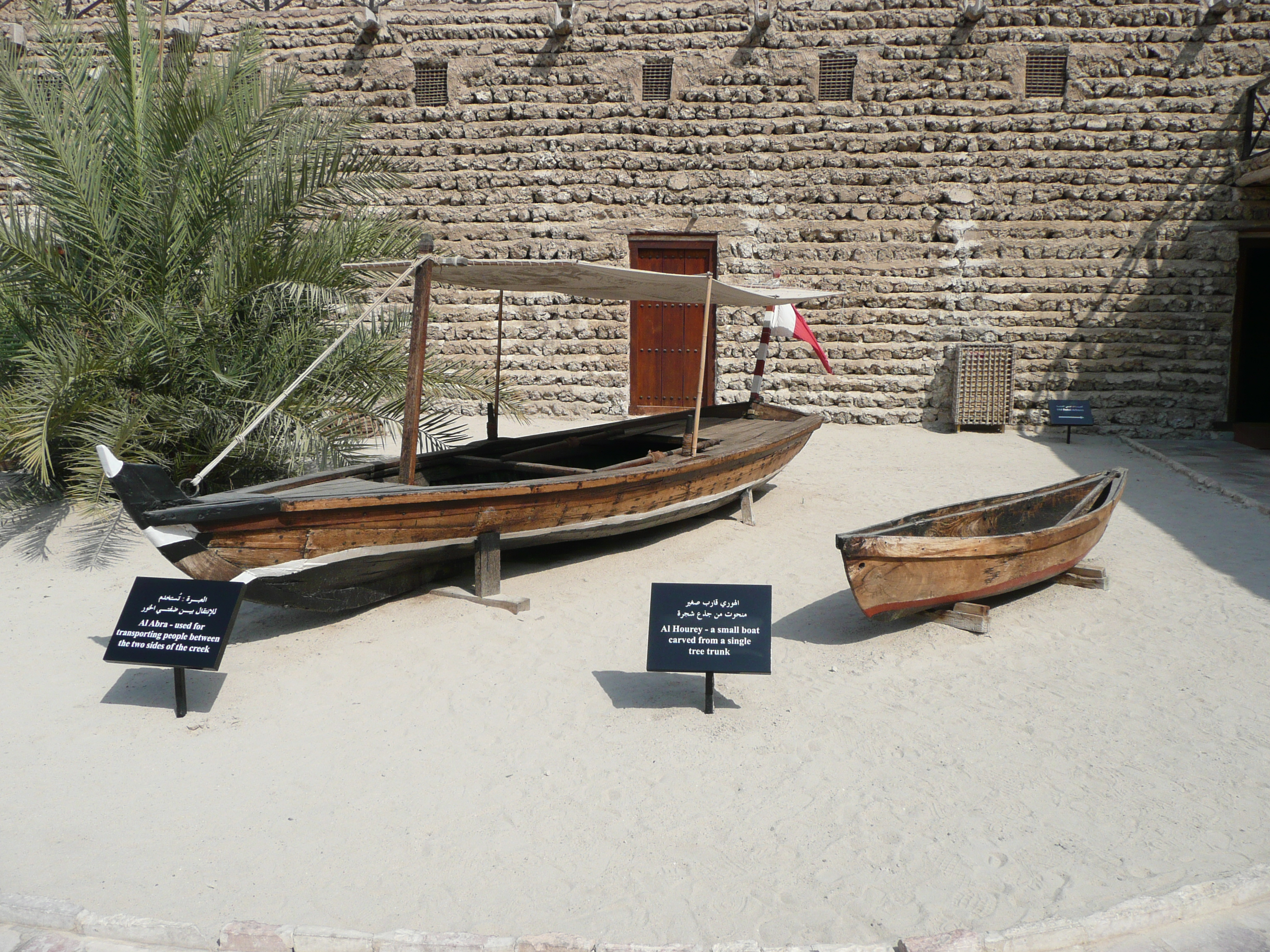
Tradiční lodě
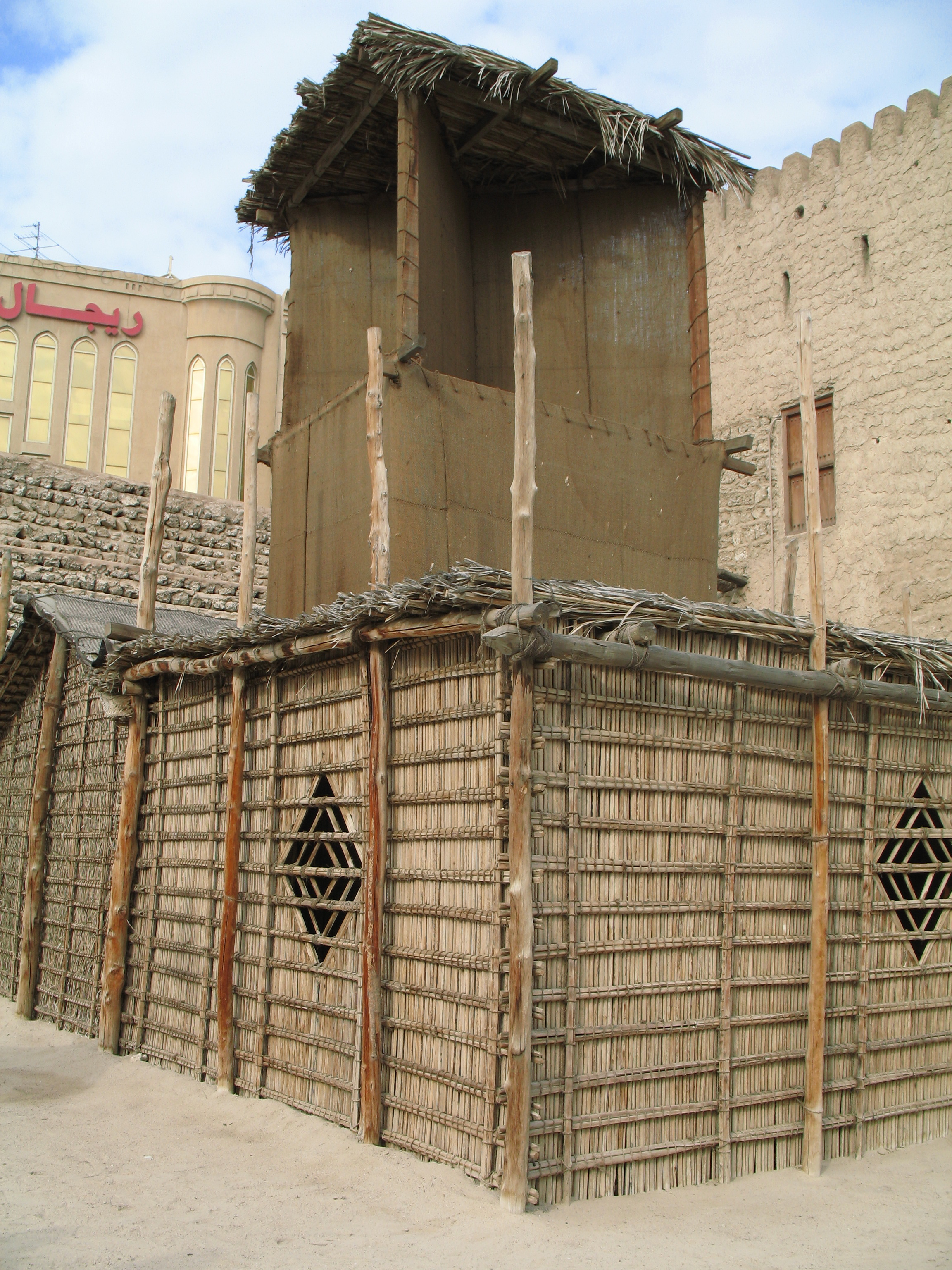
Arish s odvětrávací věží

## Výstavní síně
Vstup do výstavních prostor se nachází u věže v jihozápadním rohu pevnosti. V první síni jsou vystaveny staré mapy Dubaje, v další místnosti je promítán film, zobrazující město z období před objevem ropy (60. léta) až do 21. století. Současně s filmem je promítána mapa, zobrazující postupný růst města v průběhu let.
V další síni jsou umístěna dioráma z období před objevením ropy. Po vstupu se návštěvníci ocitnou na palubě lodi, plující podél rušného pobřežního tržiště. Další dioráma zobrazují například mešitu, domy, život v poušti, stavbu dhau či archeologickou lokalitu. Všechna jsou doprovázena zvuky a různými vizuálními efekty. Vedle dioráma archeologické lokality Al Qusais se nachází výstava tam nalezených vykopávek, i různých předmětů z jiných historických období. Touto síní prohlídka končí.

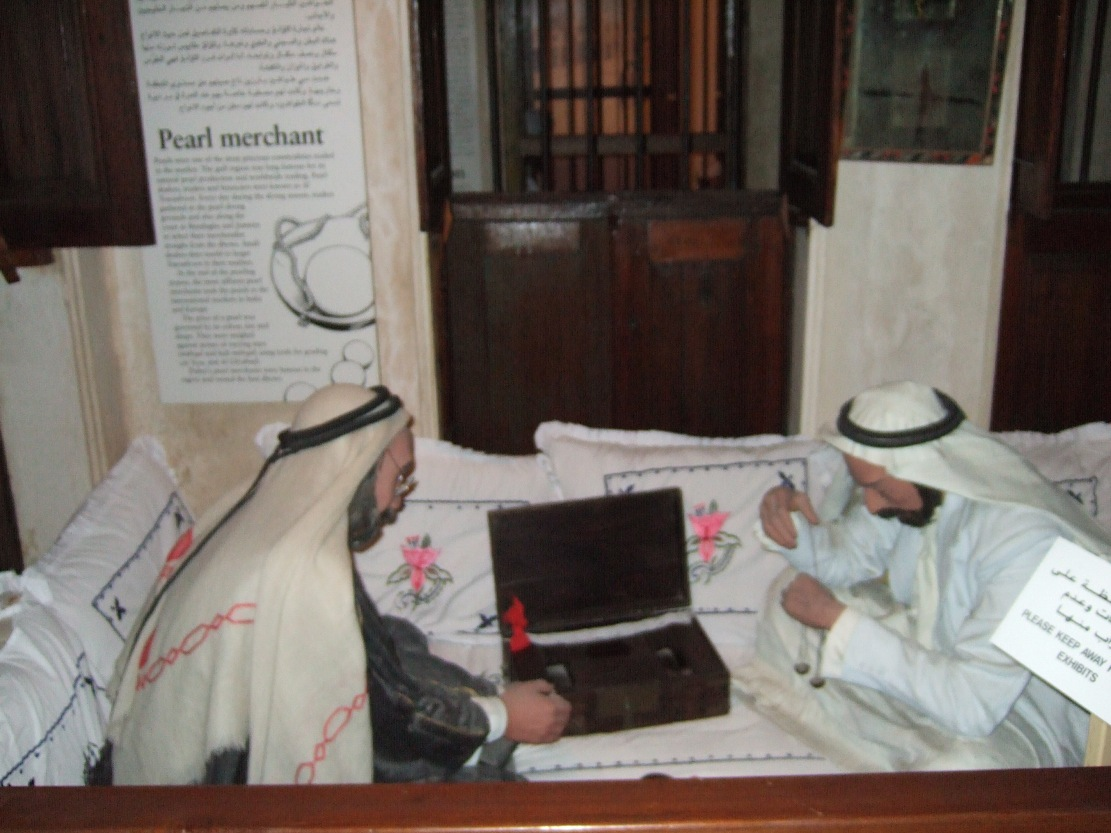
Figuríny znázorňující obchodníky s perlami
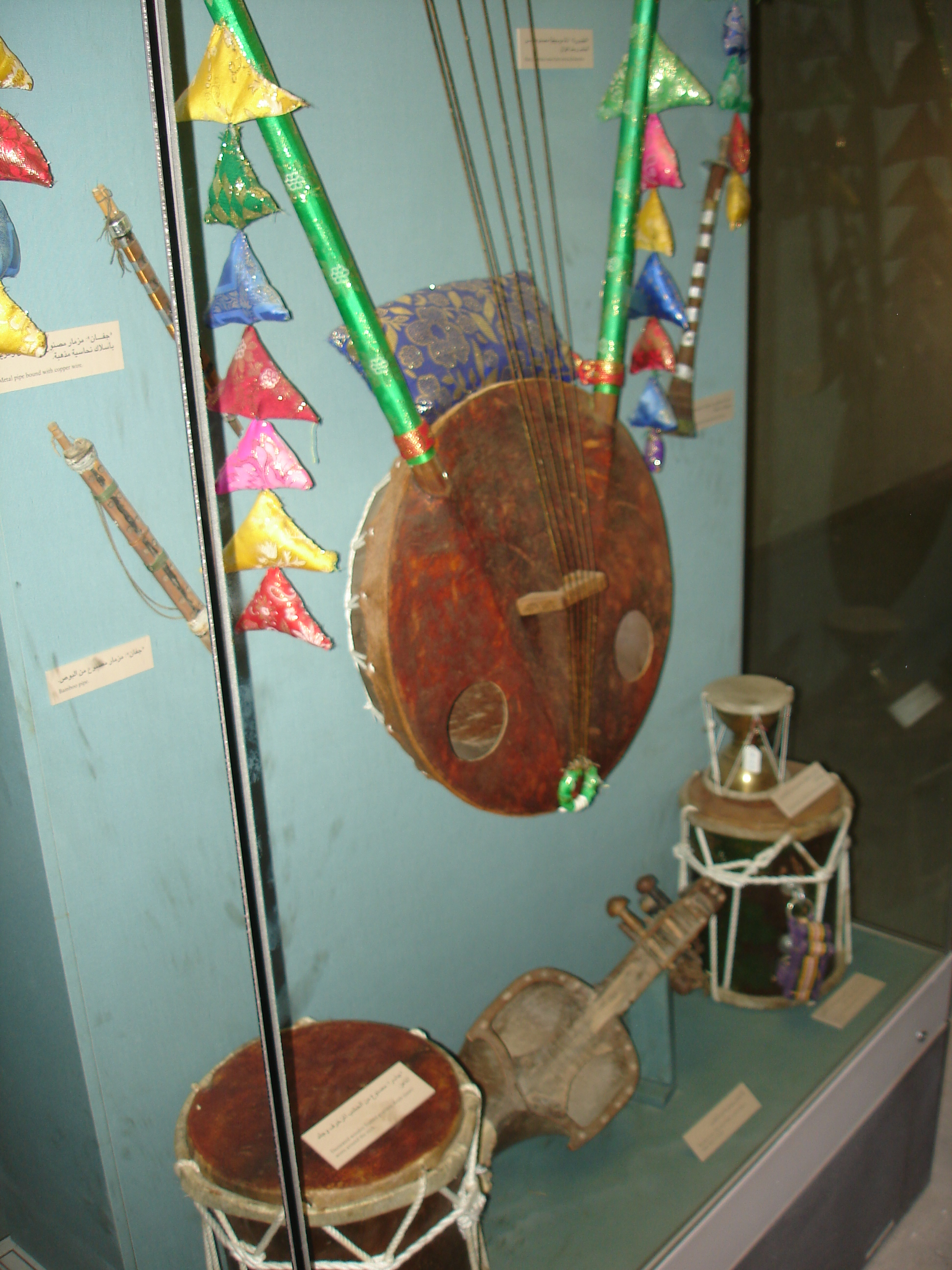
Tradiční hudební nástroje